# 松本大弥
松本 大弥（まつもと ひろや、2000年8月10日 - ）は、東京都武蔵野市出身のプロサッカー選手。Jリーグ・湘南ベルマーレ所属。ポジションはミッドフィールダー（MF）。

## 来歴
横河武蔵野FCジュニアユースからサンフレッチェ広島ユースへ加入。2017年、U-17日本代表に選出され、アメリカ遠征に参加した。2018年、トップチームに2種登録され、同年9月にはプロ契約を締結した。
2019年、サンフレッチェ広島に加入した。2月19日に行われたACL・プレーオフのチェンライ・ユナイテッドFC戦で公式戦デビューを果たした。2月24日、開幕戦の清水エスパルス戦でJリーグデビューを果たした。
2021年、大宮アルディージャに期限付き移籍で加入した。
2022年、ツエーゲン金沢に期限付き移籍で加入した。同年5月4日、アルビレックス新潟戦で負傷。左大腿二頭筋肉離れで全治4週間の診断を受けたが早期に復帰。シーズンを通じて34試合8得点と存在感を見せた。
2023年、広島に復帰した。
2025年7月、湘南ベルマーレに完全移籍で加入した。

## 所属クラブ
- 関前SC（武蔵野市立関前南小学校）
- 横河武蔵野FCジュニアユース（武蔵野市立第五中学校）
- サンフレッチェ広島F.Cユース（広島県立吉田高等学校→並木学院高等学校）
  - 2018年  サンフレッチェ広島（2種登録選手）
- 2019年 - 2025年7月  サンフレッチェ広島
  - 2021年  大宮アルディージャ（期限付き移籍）
  - 2022年  ツエーゲン金沢（期限付き移籍）
- 2025年7月 -  湘南ベルマーレ

## 個人成績
| 国内大会個人成績 | 国内大会個人成績 | 国内大会個人成績 | 国内大会個人成績 | 国内大会個人成績 | 国内大会個人成績 | 国内大会個人成績 | 国内大会個人成績 | 国内大会個人成績 | 国内大会個人成績 | 国内大会個人成績 | 国内大会個人成績 |
| 年度             | クラブ           | 背番号           | リーグ           | リーグ戦         | リーグ戦         | リーグ杯         | リーグ杯         | オープン杯       | オープン杯       | 期間通算         | 期間通算         |
| 年度             | クラブ           | 背番号           | リーグ           | 出場             | 得点             | 出場             | 得点             | 出場             | 得点             | 出場             | 得点             |
| 日本             | 日本             | 日本             | 日本             | リーグ戦         | リーグ戦         | リーグ杯         | リーグ杯         | 天皇杯           | 天皇杯           | 期間通算         | 期間通算         |
| ---------------- | ---------------- | ---------------- | ---------------- | ---------------- | ---------------- | ---------------- | ---------------- | ---------------- | ---------------- | ---------------- | ---------------- |
| 2019             | 広島             | 25               | J1               | 4                | 0                | 0                | 0                | 3                | 1                | 7                | 1                |
| 2020             | 広島             | 5                | J1               | 7                | 0                | 0                | 0                | -                | -                | 7                | 0                |
| 2021             | 大宮             | 4                | J2               | 16               | 0                | -                | -                | 1                | 0                | 17               | 0                |
| 2022             | 金沢             | 6                | J2               | 34               | 8                | -                | -                | 1                | 0                | 35               | 8                |
| 2023             | 広島             | 5                | J1               | 3                | 0                | 2                | 0                | 2                | 1                | 7                | 1                |
| 2024             | 広島             | 5                | J1               | 3                | 0                | 0                | 0                | 1                | 0                | 4                | 0                |
| 2025             | 広島             | 5                | J1               | 4                | 0                | 1                | 0                | 1                | 0                | 6                | 0                |
| 2025             | 湘南             | 66               | J1               |                  |                  |                  |                  |                  |                  |                  |                  |
| 通算             | 日本             | 日本             | J1               | 21               | 0                | 3                | 0                | 7                | 2                | 31               | 2                |
| 通算             | 日本             | 日本             | J2               | 50               | 8                | -                | -                | 2                | 0                | 52               | 8                |
| 総通算           | 総通算           | 総通算           | 総通算           | 71               | 8                | 3                | 0                | 9                | 2                | 83               | 10               |

- 2018年は2種登録選手

| 国際大会個人成績 | 国際大会個人成績 | 国際大会個人成績 | 国際大会個人成績 | 国際大会個人成績 |
| 年度             | クラブ           | 背番号           | 出場             | 得点             |
| AFC              | AFC              | AFC              | ACL              | ACL              |
| ---------------- | ---------------- | ---------------- | ---------------- | ---------------- |
| 2019             | 広島             | 25               | 3                | 0                |
| 通算             | AFC              | AFC              | 3                | 0                |

その他の国際公式戦
- 2019年
  - AFCチャンピオンズリーグ・プレーオフ 1試合0得点

## タイトル

### クラブ
サンフレッチェ広島ユース
- 高円宮杯 JFA U-18サッカープレミアリーグ WEST（2018年）
- 高円宮杯 JFA U-18サッカープレミアリーグ ファイナル（2018年）

### 代表
広島県選抜
- 国民体育大会サッカー競技（2016年）

### 個人
- J2リーグ・月間MVP：1回（2022年9月）

## 代表歴
- U-16日本代表候補[10]
- U-17日本代表